# Силин, Вячеслав Иванович
Вячесла́в Ива́нович Си́лин  (22 февраля 1907 года, Тула — 20 ноября 1975 года) — советский конструктор-оружейник, лауреат Ленинской премии.

## Биография
Вячеслав Иванович Силин родился 22 февраля 1907 года в Туле.
С 1919 года работал на Тульском оружейном заводе. В 1931—1932 годах служил в Красной Армии. В 1938 году окончил вечернее отделение Тульского механического техникума.
С 1932 года — сотрудник ЦКБ № 14. Работал на инженерно-конструкторских должностях. С октября 1941 по октябрь 1943 находился вместе с предприятием в эвакуации в городе Златоусте (Челябинская область).
В 1960 году В. И. Силин был переведён в ЦКИБ СОО. Занимал должности начальника и главного конструктора отдела, проработал в этой организации до конца своей жизни.
Вячеслав Иванович Силин скончался 20 ноября 1975 года.

## Разработки
При его непосредственном участии и под его руководством был создан ряд образцов военной техники, часть из которых осталась на уровне опытных образцов, а часть была принята на вооружение.

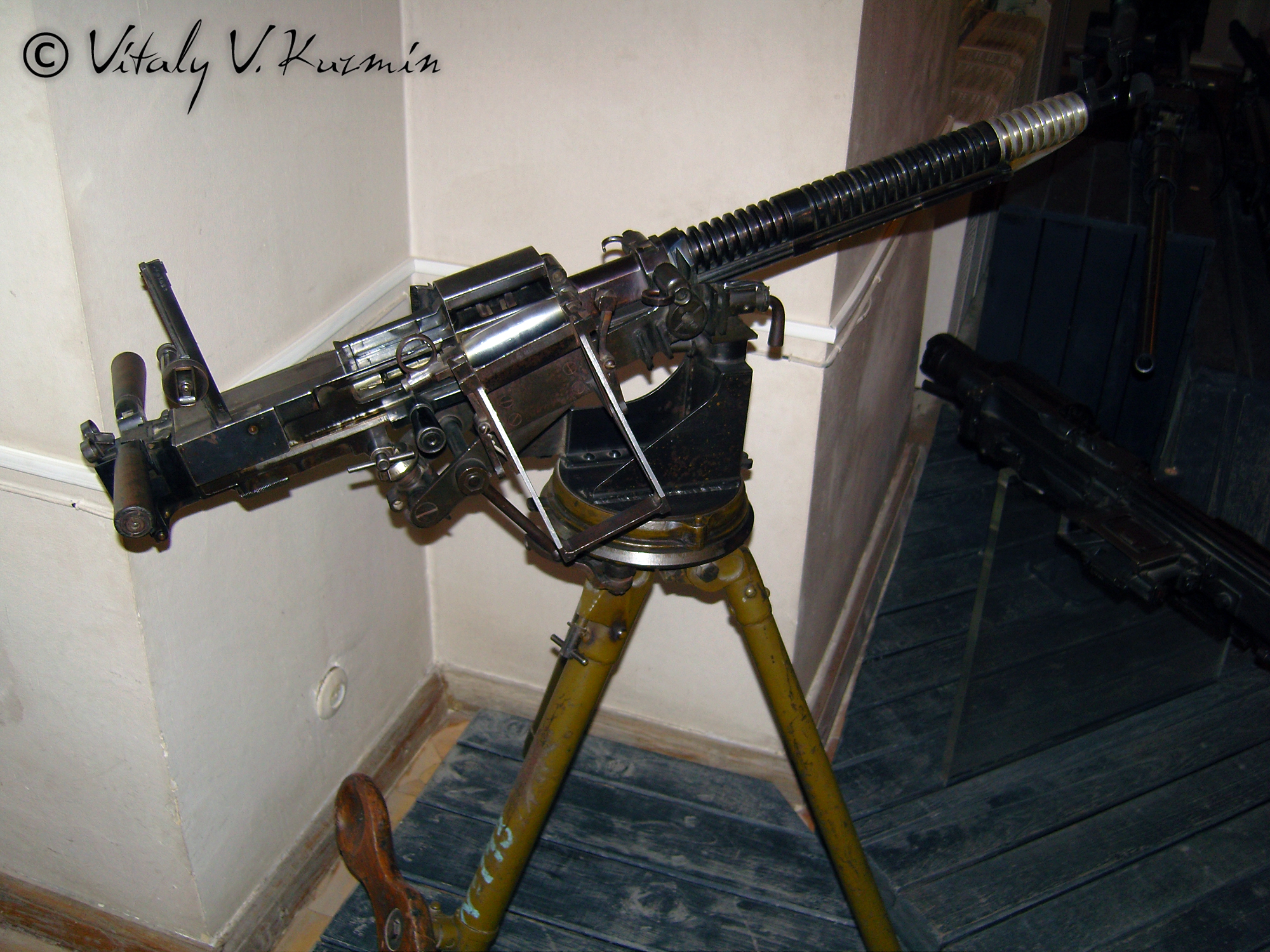
ТКБ-67 в Тульском музее оружия

- 1935 — авиационный скорострельный пулемёт «Сибемас» калибра 7,62 мм (совместно с М. Е. Березиным и П. М. Морозенко) с револьверной схемой автоматики. Пулемёт обладал уникальным темпом стрельбы 6000 выстрелов в минуту. Проектные работы над этим изделием были вскоре прекращены. Бывший заместитель наркома вооружения СССР В. Н. Новиков написал в своих мемуарах[1]:

…Пулемёт, сконструированный В. И. Силиным, М. Е. Березиным и П. К. Морозенко, имел… невероятную скорострельность — 6000 выстрелов в минуту. К сожалению, этот авиационный пулемет недооценили и работу над ним прекратили. Принципом действия его воспользовались немцы, создавшие в середине войны модель автоматической револьверной пушки 20-мм калибра, а к концу войны — и опытные её образцы. Этим же путём пошли после войны американские специалисты, получившие в середине 50-х годов один из видов скорострельного авиационного вооружения.

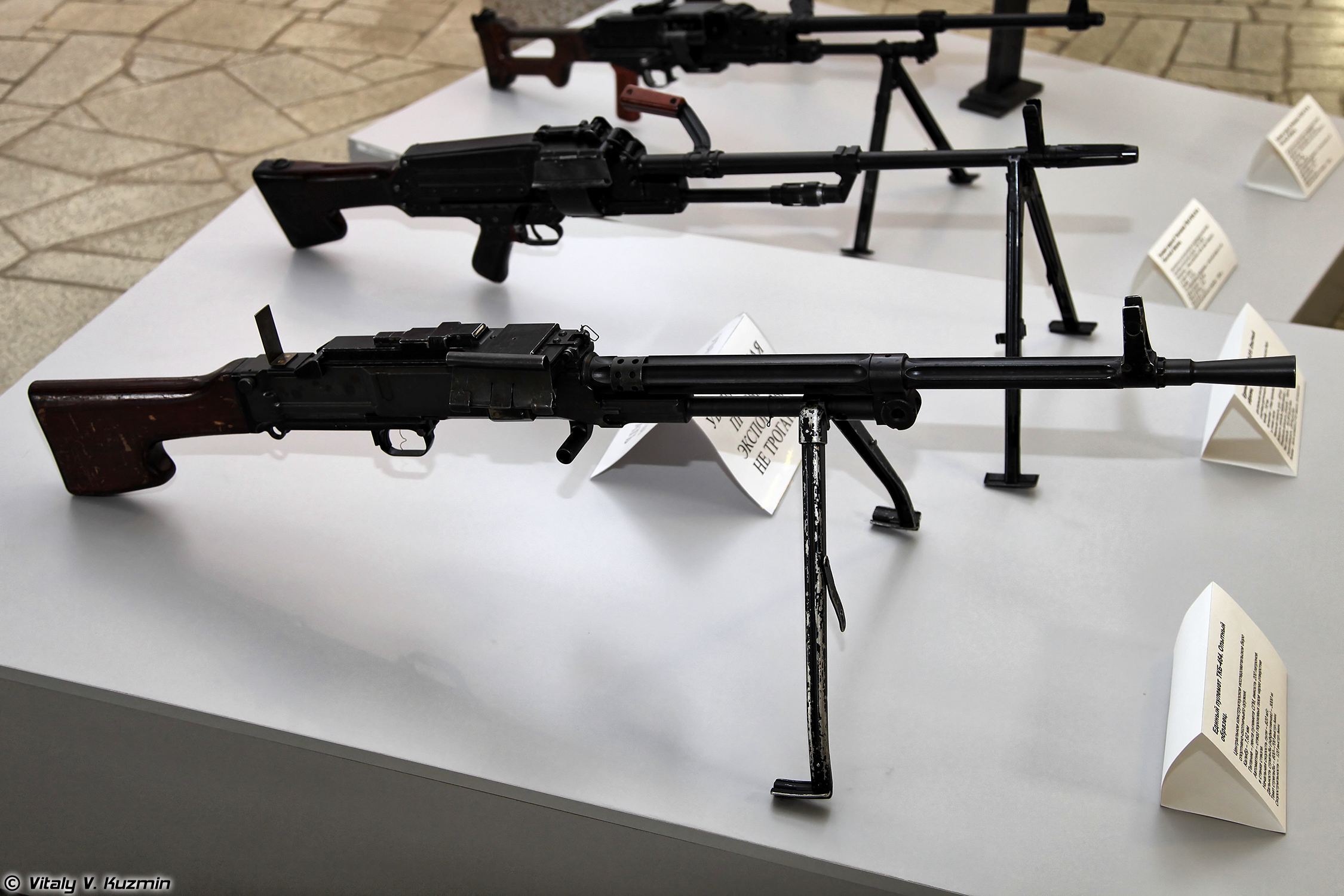
Экспериментальный пулемёт Силина — ТКБ-464.

- 1937 — двухствольный авиационный пулемет ЦКВСВ-19 под патрон калибра 7,62 мм.[2]
- 1939 — на конкурс по созданию станкового пулемёта калибра 7,62 мм В. И. Силиным представлен пулемёт ТКБ-67, прошедший испытания на полигоне и принятый на вооружение под индексом 56-П-427.
- В военное время В. И. Силин принимал участие в отработке авиационных пушек ВЯ-23 калибра 23 мм и Б-20 калибра 20 мм.
- Конец 1940-х — начало 1950-х годов — участие в разработке танковых пулемётов ТКБ-440 и ТКБ-458М калибра 7,62 мм.
- 1950-е годы — отработаны авиационные пушки ТКБ-505 калибра 23 мм и ТКБ-515 калибра 30 мм.
- 1960—1963 — разработка станкового гранатомета СПГ-9 «Копьё» калибра 73 мм (совместно с А. Т. Алексеевым).
- 1961—1966 — гладкоствольное полуавтоматическое орудие 2А28 «Гром» калибра 73 мм (совместно с В. И. Зайцевым, Н. С. Пасенко и В. И. Волковым), основное оружие для БМП-1 и БМД-1.

## Награды
- Орден Ленина (08.06.1939).
- Два ордена «Трудового Красного Знамени».
- Орден «Отечественной войны II степени».
- Ленинская премия (1967).
- Премия имени С. И. Мосина.
- Знак «Лучший изобретатель» (1936).